# Pinsà dels pins

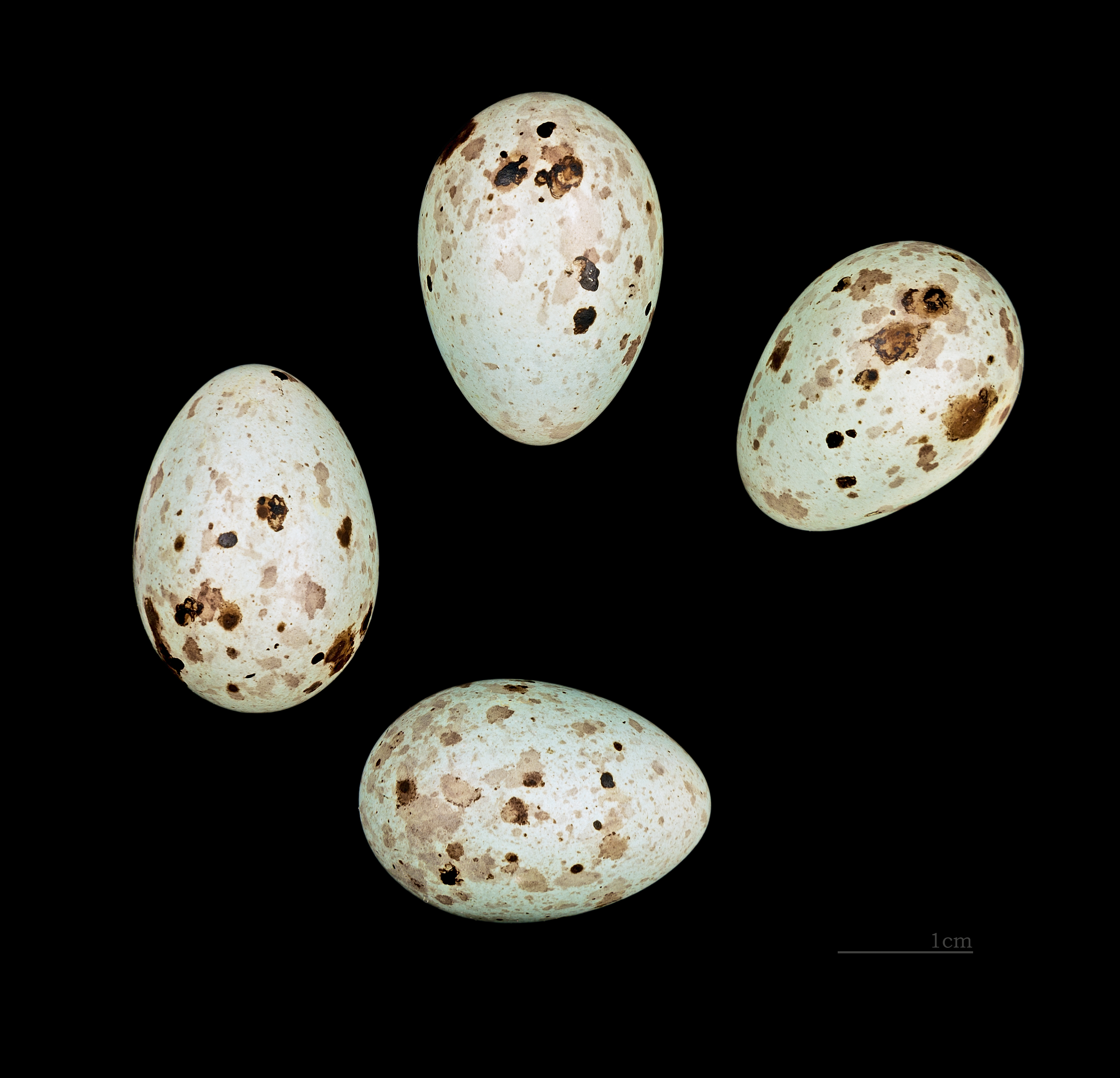
Pinicola enucleator

El pinsà dels pins (Pinicola enucleator) és una espècie d'ocell de la família dels fringíl·lids (Fringillidae) i única espècie del gènere Pinicola, si bé, fins als treballs de Zuccon et al. (2012), també s'incloïa Pinicola subhimachala, ara assignat a Carpodacus. Habita els boscos de coníferes amb una distribució circumpolar, a Euràsia des d'Escandinàvia cap a l'est, a través del nord de Rússia, Sibèria i nord de Mongòlia fins a Kamtxatka, Hokkaido i les illes Kurils, i en Amèrica des d'Alaska, cap a l'est, a través del Canadà i nord dels Estats Units, fins Nova Escòcia.